# Kalomo
Kalomo est une ville du sud de la Zambie, située à 125 km au nord-est de Livingstone, sur la route principale (T1 (en)) et la ligne de chemin de fer menant à Lusaka.
C'est la ville principale des Batonga.
Elle fut la première capitale de la Rhodésie du Nord (de la Rhodésie du Nord-Ouest plus précisément), jusqu'à ce que la capitale soit établie à Livingstone en 1907. La maison de l'administrateur est la seule trace restante de cette période. Kalomo est aujourd'hui la capitale du district du même nom.
Le site de Kalundu Mound, village occupé du ixe siècle au xiie siècle, se trouve à proximité.
En outre, Kalomo abrite la mission Namwianga (en).